# Sphaerodactylidae
Los esferodactílidos (Sphaerodactylidae) son una familia de gecos. Anteriormente se incluía dentro de Gekkonidae. Se distribuyen por América, Eurasia y África. 

## Clasificación
Se reconocen los siguientes géneros:
- Género Aristelliger Cope, 1861
- Género Chatogekko Gamble, Daza, Colli, Vitt & Bauer, 2011
- Género Coleodactylus Parker, 1926
- Género Euleptes Fitzinger, 1843
- Género Gonatodes Fitzinger, 1843
- Género Lepidoblepharis Peracca, 1897
- Género Pristurus Rüppell, 1835
- Género Pseudogonatodes Ruthven, 1915
- Género Quedenfeldtia Boettger, 1883
- Género Saurodactylus Fitzinger, 1843
- Género Sphaerodactylus Wagler, 1830
- Género Teratoscincus Strauch, 1863